# Aleksander Żychliński
Aleksander Żychliński (właśc. Aleksander Marian Józef Żychliński, herbu Szeliga; ur. 13 grudnia 1889 w Modliszewie, zm. 21 grudnia 1945 w Gnieźnie) – polski ksiądz, doktor habilitowany teologii, rektor Prymasowskiego Wyższego Seminarium Duchownego w Gnieźnie, profesor w seminariach duchownych w Poznaniu, Gnieźnie i Kielcach, dogmatyk i znawca teologii duchowości, kierownik duchowy oraz Sługa Boży Kościoła katolickiego.

## Życiorys
Aleksander Żychliński urodził się w Wielkopolsce 13 grudnia 1889(dts) w Modliszewie, w szlacheckiej, ziemiańskiej rodzinie jako syn Józefa Izydora Żychlińskiego herbu Szeliga i Amelii Marii Augustyny z domu Graeve. 
Lata dzieciństwa spędził w Uzarzewie pod Poznaniem dokąd przenieśli się jego rodzice. Uczęszczał do gimnazjów w Inowrocławiu, Gnieźnie i Poznaniu. Mając 14 lat, po odbytych rekolekcjach zamkniętych, podjął decyzję wyboru życia konsekrowanego i pomimo sprzeciwu ojca wstąpił do Arcybiskupiego Seminarium Duchownego w Poznaniu. 17 lipca 1913(dts) przyjął święcenia kapłańskie, po których w 1914 skierowano go na studia do Papieskiego Uniwersytetu Gregoriańskiego w Rzymie, a następnie do Uniwersytetu Wrocławskiego, na którym w 1917 uzyskał doktorat z teologii, a potem habilitację na Uniwersytecie Lwowskim.
Początkowo w 1917 przez około rok był wikariuszem w Gostyniu, po czym w latach (1918–1939) został wykładowcą i profesorem teologii dogmatycznej w seminarium duchownym w Poznaniu oraz w latach (1926–1927) był ojcem duchownym tego seminarium, pełniąc jednocześnie w okresie (1927–1929) funkcję rektora Prymasowskiego Wyższego Seminarium Duchownego w Gnieźnie. Jeden z jego wychowanków ks. Ludwik Bielerzewski tak go wspominał:

Zawsze skupiony, promieniował jednak wewnętrzną pogodą, a często i uśmiechem. Mąż wielkiej wiedzy.

Inny jego wychowanek ks. Aleksy Wietrzykowski stwierdził:

Ksiądz Żychliński uczył nas, swoich wychowanków seminaryjnych, że teologię należy studiować na klęczkach, nie z czysto ludzką ciekawością i pewnością siebie, lecz w duchu pokornej wiary i służebności dla Kościoła i ludzkich dusz.

Jego mistrzami, do których często się odwoływał był św. Tomasz z Akwinu oraz św. Jan od Krzyża. Był spowiednikiem i kierownikiem duchowym poznańskich karmelitanek, opiekunem nowicjatu urszulanek w Poznaniu-Pokrzywnie. Ponadto angażował się w inne dzieła duszpasterskie. W 1938 został dyrektorem Instytutu Wyższej Kultury Religijnej w Poznaniu. Był też asystentem kościelnego Stowarzyszenia Kobiet w diecezjach poznańskiej i gnieźnieńskiej, a także duszpasterzem młodzieży akademickiej związanej z Juventus Christiana.
Po wybuchu II wojny światowej początkowo przebywał w okolicach Miechowa, a następnie na terenie diecezji kieleckiej, gdzie był wykładowcą w Wyższym Seminarium Duchownym w Kielcach. Po wojnie powrócił do Gniezna, będąc wykładowcą w tamtejszym seminarium. 

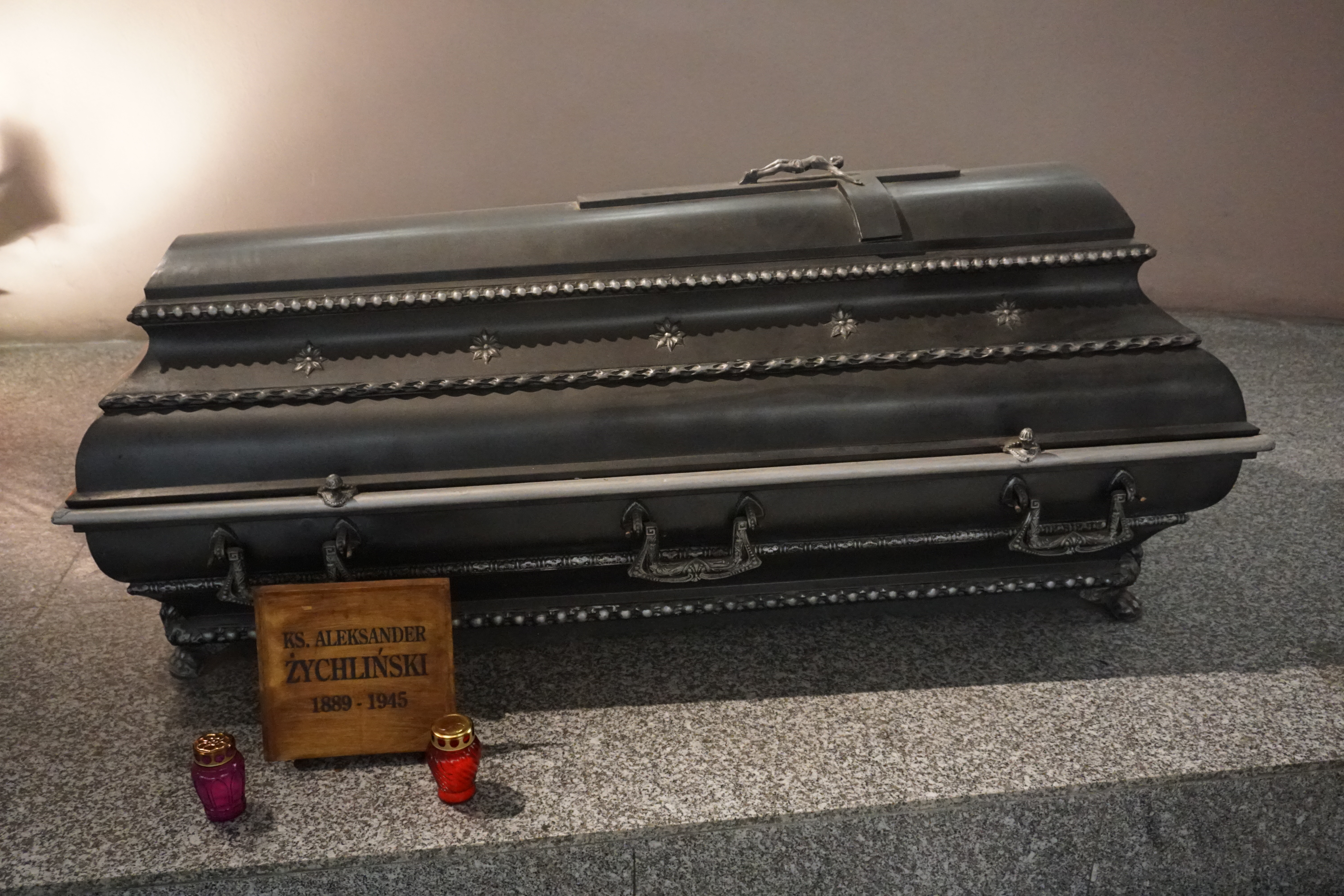
Trumna ks. Aleksandra Żychlińskiego w krypcie Zasłużonych Wielkopolan, w kościele św. Wojciecha w Poznaniu

Będąc ciężko chorym zmarł 21 grudnia 1945(dts) w Gnieźnie, w opinii świętości i tam też został początkowo pochowany. W 1967 trumnę z jego szczątkami przewieziono z Gniezna do Poznania i złożono w podziemiach kościoła św. Wojciecha, a następnie w 1997 przeniesiono ją do nowej krypty Zasłużonych Wielkopolan w tym kościele. 

## Tablica przodków
| Tablica rodowodowa                                                                | | | | |
| Pradziadkowie                                                                     | Teodor Żychliński h. Szeliga (1764–30.01.1840) Eleonora Stablewska h. Oksza (1796–2.07.1838)                      | Józef Otto Lipski h. Grabie (1777–1842) Antonina Kraszkowska h. Nowina (1793–11.08.1881)                          | Karol August Friedrich Graeve (1790–22.12.1853) Joanna Jeziorkowska (1799–11.02.1857)                           | Antoni Epifaniusz Koczorowski h. Rogala (7.04.1800–21.06.1875) Augustyna Teresa Nepomuce Turno h. Kotwice (3.04.1802–18.07.1881) |
| Dziadkowie                                                                        | Józef Kajetan Emil Gustaw Żychliński h. Szeliga (2.08.1824–25.05.1899) Zenobia Lipska h. Grabie (26.10.1832–1907) | Józef Kajetan Emil Gustaw Żychliński h. Szeliga (2.08.1824–25.05.1899) Zenobia Lipska h. Grabie (26.10.1832–1907) | Aleksander Józef Karol Graeve (1818–30.01.1883) Emilia Ludwika Anna Koczorowska h. Rogala (1828–4.10.1864)      | Aleksander Józef Karol Graeve (1818–30.01.1883) Emilia Ludwika Anna Koczorowska h. Rogala (1828–4.10.1864)                       |
| Rodzice                                                                           | Józef Izydor Żychliński h. Szeliga (4.04.1856–24.09.1926) Amelia Maria Augustyna Graeve (27.12.1862–18.05.1947)   | Józef Izydor Żychliński h. Szeliga (4.04.1856–24.09.1926) Amelia Maria Augustyna Graeve (27.12.1862–18.05.1947)   | Józef Izydor Żychliński h. Szeliga (4.04.1856–24.09.1926) Amelia Maria Augustyna Graeve (27.12.1862–18.05.1947) | Józef Izydor Żychliński h. Szeliga (4.04.1856–24.09.1926) Amelia Maria Augustyna Graeve (27.12.1862–18.05.1947)                  |
| Ks. dr hab. Aleksander Marian Józef Żychliński h. Szeliga (13.12.1889–21.12.1945) | | | | |

## Publikacje
Jego debiutem pisarskim było pięć Listów z Krakowa z 1910 drukowanych w „Przewodniku Katolickim”. Głównymi jego dziełami były: Życie wewnętrzne czy O apostolstwo wedle ducha. Teolog duchowości ks. prof. Stanisław Urbański tak ocenił jego dzieło Życie wewnętrzne: 

Praca ta, jak dotychczas, jest jedynym opracowaniem w polskiej literaturze teologicznej, które tak wszechstronnie, a zarazem głęboko ujmuje to zagadnienie. Odsłania własne doświadczenie duchowe autora, które związał z dogmatyczną wiedzą biblijną oraz tradycją, jaką przekazały różne szkoły duchowości: dominikańska, franciszkańska i karmelitańska.

Ponadto publikował artykuły w czasopismach teologicznych, takich jak: „Szkoła Chrystusowa” i „Głos Karmelu”. Łącznie pozostawił po sobie 87 pozycji teologicznych: 
- Aleksander Żychliński, Teologja jej istota, przymioty i rozwój według zasad św. Tomasza z Akwinu, Poznań: Księgarnia św. Wojciecha, 1924, OCLC 836759592. Brak numerów stron w książce
- Aleksander Żychliński, O przyrodzonym i nadprzyrodzonym poznaniu Boga: rozważania filozoficzno-teologiczne, Poznań: Nakładem i czcionkami Drukarni Katolickiej Tow. Akc., 1927, OCLC 749720939. Brak numerów stron w książce
- Aleksander Żychliński, Edmund Dalbor, Mszał rzymski w skróceniu. Dodatek 2, Poznań: Księgarnia św. Wojciecha, 1928, OCLC 909115802. Brak numerów stron w książce
- Aleksander Żychliński, Życie wewnętrzne: rozważania teologiczne, Lwów: OO. Dominikanie, 1931, OCLC 836759595. Brak numerów stron w książce
- Aleksander Żychliński, Znak pokoju i miłości, Lwów: Wydawnictwo OO. Dominikanów, 1932, OCLC 297591274. Brak numerów stron w książce
- Aleksander Żychliński, Karmel. Św. Teresa od Jezusa, jej klasztory, ich duch, cel, sposób życia, oraz krótka historja karmelitanek bosych w Polsce, Poznań: Karmelitanki Bose, 1931, OCLC 749789538. Brak numerów stron w książce
- Aleksander Żychliński, Intelektualizm św. Augustyna, Warszawa: Koło Studjów Katolickich, 1931 (Wydawnictwa Koła Studiów Katolickich, nr 7), OCLC 836758988. Brak numerów stron w książce
- Aleksander Żychliński, Sacerdos: rozważania teologiczne o kapłaństwie i jego zadaniu, Poznań: Związek Kapłanów „Unitas”, 1932, OCLC 836759377. Brak numerów stron w książce
- Aleksander Żychliński, Przemówienie żałobne wygłoszone dnia 25 maja 1932 roku w Wierzenicy na pogrzebie śp. Augusta hr. Cieszkowskiego, Poznań 1932, OCLC 836759356. Brak numerów stron w książce
- Aleksander Żychliński, Wtajemniczenie w umiejętność świętych. Praktyczne wskazówki dla życia wewnętrznego, Poznań: Drukarnia i Księgarnia św. Wojciecha, 1933. Brak numerów stron w książce
- Aleksander Żychliński, Św. Katarzyna ze Sieny o miłości bliźniego, Lwów: OO. Dominikanie, 1934, OCLC 836759409. Brak numerów stron w książce
- Aleksander Żychliński, Tajemnica Słowa Wcielonego. Rozważania teologiczne o niedościgłych bogactwach Chrystusowych według św. Tomasza z Akwinu, Poznań: Naczelny Instytut Akcji Katolickiej, 1935 (Kultura Katolicka, nr 10), OCLC 749282615. Brak numerów stron w książce
- Aleksander Żychliński, O mądrości Krzyża (rozważanie teologiczne), Lwów: Wydawnictwo OO. Dominikanów, 1935, OCLC 934685803. Brak numerów stron w książce
- Aleksander Żychliński, Jaką modlitwę Bóg niechybnie wysłuchuje, Lwów: Wydawnictwo OO. Dominikanów, 1936, OCLC 863100616. Brak numerów stron w książce
- Aleksander Żychliński, Nasze Tajemnice, Lwów: Wydawnictwo OO. Dominikanów, 1937, OCLC 934696531. Brak numerów stron w książce
- Aleksander Żychliński, Metafizyka komunizmu a mądrość Chrystusowa, Poznań: Naczelny Instytut Akcji Katolickiej, 1937 (Biblioteczka Akcji Katolickiej, nr 52), OCLC 1040977172. Brak numerów stron w książce
- Aleksander Żychliński, Jaka jest łaska sakramentalna Komunii św., Lwów: Wydawnictwo OO. Dominikanów, 1938, OCLC 836759040. Brak numerów stron w książce
- Aleksander Żychliński, O formalne zrozumienie św. Tomasza = De S. Thoma formaliter intelligendo, Lwów: Wydawnictwo OO. Dominikanów, 1939, OCLC 830750716. Brak numerów stron w książce
- Aleksander Żychliński, Życie pozagrobowe. Co wiemy o rzeczach ostatecznych, Kraków: Wydawnictwo „Głosu Karmelu”, 1944. Brak numerów stron w książce
- Aleksander Żychliński, O apostolstwo wedle ducha. Szkic rozważania zasadniczego, Kraków: Wydawnictwo „Głosu Karmelu”, 1946 (Bibliotheca Carmelitana, t. 20), OCLC 749457047. Brak numerów stron w książce
- Aleksander Żychliński, Tajemnica katolicyzmu. Szkice teologiczne, Poznań 1946, OCLC 812620382. Brak numerów stron w książce
- Aleksander Żychliński, Teologia życia wewnętrznego, wyd. 2 uzupełnione, Kielce: Verbum : Ksiegarnia „Jedność”, 1947 (Bibliotheca Dominicana, nr 1), OCLC 749326139. Brak numerów stron w książce
- Aleksander Żychliński, Rozważania filozoficzno-teologiczne, Poznań: Księgarnia św. Wojciecha, 1959, OCLC 804329101. Brak numerów stron w książce
- Aleksander Żychliński, Umiejętność świętych, Warszawa: Oficyna Wydawnicza Viator, 1999, ISBN 83-85770-28-3, OCLC 749350592. Brak numerów stron w książce
- Aleksander Żychliński (redakcja Renata Gądek): Duchowość świętych. Kraków: Wydawnictwo AA, 2018. ISBN 978-83-7864-114-8. OCLC 1150346234. Brak numerów stron w książce

## Proces beatyfikacji
Z inicjatywy archidiecezji poznańskiej podjęto starania celem wyniesienia jego na ołtarze. Proces informacyjny został rozpoczęty 31 grudnia 1968(dts) w Poznaniu. Odtąd przysługuje mu tytuł Sługi Bożego. 